# Rivière Porc-Pic
Ne doit pas être confondu avec Rivière Porc-Épic.
La rivière Porc-Pic est un affluent du littoral sud-est du fleuve Saint-Laurent. Elle se déverse dans la municipalité de Saint-Simon-de-Rimouski, dans la municipalité régionale de comté (MRC) Les Basques, dans la région administrative du Bas-Saint-Laurent, au Québec, au Canada.
La rivière Porc-Pic traverse successivement les municipalités de :
- Saint-Fabien (MRC de Rimouski-Neigette) ;
- Saint-Simon (MRC Les Basques).

## Géographie
La tête de la rivière Porc-Pic s'alimente du ruisseau Rossignol lequel draine une petite vallée au sud de la zone dite « Les Murailles » des montagnes du parc de conservation du Bic, situé dans Saint-Fabien, sur le littoral sud-est de l'estuaire du Saint-Laurent. Le ruisseau Rossignol se connecte dans sa partie est à la rivière du sud-ouest.
La source de la rivière Porc-Pic est située à 1,3 km au sud-est du littoral sud-est de l'estuaire du Saint-Laurent, à 2,0 km à l'est du centre du hameau Saint-Fabien-sur-Mer, à 3,5 km au nord-est du centre du village de Saint-Fabien, à 11,3 km au sud-ouest du centre du village du Bic (un secteur de Rimouski).
La rivière descend vers le sud-ouest en suivant les plis appalachiens jusqu'à la limite de Saint-Simon. Le cours de la rivière est parallèle à la rivière du sud-ouest (située du côté sud-est) et au littoral de l'estuaire du Saint-Laurent (situé du côté nord-ouest). 
À partir de sa source, la rivière Porc-Pic coule sur 14,5 km répartis selon les segments suivants :
- 3,3 km vers le sud-ouest, jusqu'à la route de la Mer ;
- 4,1 km vers le sud-ouest, jusqu'à l'Affluent Nord ;
- 4,5 km vers le sud-ouest, jusqu'à limite de Saint-Simon ;
- 2,6 km vers le nord-ouest dans Saint-Fabien, jusqu'à la route de Porc-Pic ;
- 1,6 km vers le nord, jusqu'à sa confluence[3].

La rivière Porc-Pic se déverse sur le littoral sud-est de l'estuaire maritime du Saint-Laurent dans la municipalité de Saint-Simon. Cette confluence est située à 0,6 km au sud-ouest de la limite entre les MRC Les Basques et Rimouski-Neigette.

## Toponymie
Le toponyme « Rivière Porc-Pic » a été officialisé le 29 octobre 1979 à la Commission de toponymie du Québec.